# Takeshi Sato
Takeshi Sato (佐藤タケシ Sato Takeshi?) (8 de junio de 1985) es un luchador profesional japonés, más conocido por su nombre artístico Go.

## Carrera

### Dragon Gate (2006)
Sato comenzó a entrenar en Dragon Gate en mayo de 2006, compitiendo en varios combates contra Yasushi Kanda. Sin embargo, poco después Takeshi fue liberado de su contrato, sin haber completado su entrenamiento.

### Pro Wrestling El Dorado (2007-2008)
Poco después, Takeshi fue contratado por Pro Wrestling El Dorado, una empresa mayormente formada por antiguos luchadores de Dragon Gate. Allí Sato finalizó su período de desarrollo e hizo su debut bajo el nombre de Toshiyuki Sato, revirtiendo a su nombre real poco después. Inicialmente actuando como jobber, Sato fue hecho miembro del grupo heel Hell Demons y cambió su nombre a Go, obteniendo una gran fama entre sus compañeros.
En diciembre de 2009, El Dorado cerró, y sus luchadores fueron liberados.

### Secret Base (2009-presente)
Más tarde, Go entró en Secret Base, una empresa creada de las cenizas de El Dorado.

### Kensuke Office Pro Wrestling / Diamond Ring (2009-presente)
Alternando con sus apariciones en Secret Base, Go firmó también un contrato con Kensuke Office Pro Wrestling, empresa de desarrollo vinculada a Pro Wrestling NOAH y Dragon Gate donde Sato competiría extensamente durante los siguientes años. En 2010, Go realizó algunos combates en FREEDOMS.

## En lucha
- Movimientos finales
  - BLACK STONE[2] (Jumping sitout powerbomb)
  - GO TO HELL[3] (High-impact lariat)[1]
  - High-speed roundhouse kick a la cabeza del oponente[4] - 2012

- Movimientos de firma
  - Argentine backbreaker rack
  - Dropkick
  - Modified Indian deathlock
  - Mounted cobra clutch[5]
  - Spear
  - Spinebuster

## Campeonatos y logros
- Pro Wrestling Secret Base
  - Captain of the Secret Base Openweight Championship (1 vez)

## Récord en artes marciales mixtas
| Resultado | Récord | Oponente    | Método | Evento                     | Fecha                   | Ronda | Tiempo | Localización |
| --------- | ------ | ----------- | ------ | -------------------------- | ----------------------- | ----- | ------ | ------------ |
| Empate    | 0-0-1  | Hikaru Sato | Empate | Kingdom of Grapple Live 07 | 25 de noviembre de 2007 | 2     | 5:00   | Tokio, Japón |